# 墓の火

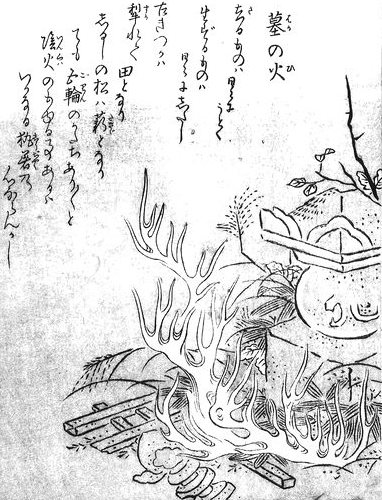
鳥山石燕『今昔画図続百鬼』より「墓の火」

墓の火（はかのひ）は、鳥山石燕による江戸時代の日本の妖怪画集『今昔画図続百鬼』にある怪火。
画図では、藪に囲まれて荒れ果てた墓所で、梵字の欠けた五輪塔に炎が燃え上がっている様子が描かれている。梵字が欠けているため、梵字によって断たれるべき煩悩が炎となって燃え上がっている、などと解釈されている。
江戸時代の怪談本『古今百物語評判』では「西寺町に墓の燃し事」と題し、西寺町（京都市の仁王門通の西寺町通）で、「墓の火」と同様に切腹した人の墓から炎が燃え出すという怪異が述べられており、人間の体からこぼれ落ちた血が燐火となって燃え上がるものと解説されている。